# Porphyrosela desmodiella
Porphyrosela desmodiella là một loài bướm đêm thuộc họ Gracillariidae. Nó được tìm thấy ở Brasil, Cuba, quần đảo Virgin (Saint Thomas), Canada (Ontario) và Hoa Kỳ (bao gồm Kentucky, Maryland, Missouri, South Carolina, North Carolina, Pennsylvania, Tennessee, Texas, Indiana, Florida, Connecticut, Georgia, Maine, New York, Vermont và Washington).
Sải cánh dài 4.5–5 mm.
Ấu trùng ăn Bradburya, Centrosema virginianum, Desmodium (bao gồm Desmodium tortuosum và Desmodium viridiflorum), Lespedeza (bao gồm Lespedeza bicolor, Lespedeza capitata và Lespedeza thunbergii), Phaseolus, Strophostyles leiosperma và Trifolium repens. Chúng ăn lá nơi chúng làm tổ. 